# Bishopiana
Bishopiana Eskov, 1988 è un genere di ragni appartenente alla famiglia Linyphiidae.

## Distribuzione
Le due specie oggi attribuite a questo genere sono state rinvenute nella Russia asiatica, in Mongolia e in Cina

## Tassonomia
A maggio 2011, si compone di due specie:
- Bishopiana glumacea (Gao, Fei & Zhu, 1992) — Cina
- Bishopiana hypoarctica Eskov, 1988[3] — Russia